# Юріївське
Юріївське (до 2025 року — Юр'ївка) — село в Україні, у Криворізькій сільській територіальній громаді Покровського району Донецької області.

## Географія
Знаходиться на відстані 24 км від залізничної станції Добропілля та за 30 км від міста Покровська. У 1997 році село Юр'ївка займало площу земельної ділянки в розмірі 82,5 га.

## Символіка
Зелене вістря символізує собою колишній хутір Зелений Клин (існує версія що його заснували українці, що поверталися з Закитайщини (Зеленої України, Зеленого Клину)). Золота голова корови вказує на основну сільськогосподарську галузь села. Кам'яний козацький хрест та кам'яну половецьку бабу можна знайти біля села. Внизу герба срібне зубчасте підніжжя.

## Історія
Засноване в 1804 році переселенцями, колишніми кріпаками з села Криворіжжя. Волосний суд прикріпив селян нового поселення до володінь пана Івана Олексійовича Шидлівського. Після смерті батька Івана Євдокимовича Шидлівського село Юр'ївку отримав його син В'ячеслав. З переліку дітей родини В'ячеслава Івановича і Віри Олександрівни Шидлівських, п'ятою дитиною народився син Георгій (Юрій). Можливо, що саме на честь свого сина батько назвав це поселення. Син Юрій був власником маєтку в селі Юр'ївка, але там не мешав, а мешкав у Старобільському повіті. В 1860 році у власника маєтку було 92 селянина і 41 дворових кріпосних чоловічої статі.
В документах 1863 року написано, що село Юр'ївка успадкувала донька В'ячеслава Івановича Шидлівського Надія, яка була у шлюбі з губернатором міста Омськ, москвинським генералом М. М. Літвіновим. Надія В'ячеславівна Шидлівська була двоюрідною сестрою Софії Андріївни Толстої, дружини москвинського письменника Льва Миколайовича Толстого.
Офіційно перші написи про село Юр'ївку є в 1804 році в Погосподарській книзі Шилівської сільської ради. Частину земельних володінь Н. В. Літвінова продала менонітам Т. Я. Вінсу, І. І. Вінсу та І. П. Діку. Маєтки економій менонітів розміщувались неподалік села Юр'ївка.
7 (20) листопада 1917 року, відповідно до Третього Універсалу Української Центральної Ради, увійшло до складу Української Народної Республіки.  
У 1924 році в село Юр'ївку, до колишньої економії маєтку Т. Я. Вінса, переселилися 40 родин з Білорусії, які організували колгосп «Труд білорусів». Першим головою колгоспу селянами був вибраний Георгій Рябєєв. Колгосп мав 430 га землі. В 1929 році в селі Юр'ївка було засновано ще два колгоспи: «Комунар» і «Ранок революції». В 1937 році всі три колгоспи об'єдналися у колгосп «Труд білорусів». У період колективізації і розкуркулення в 30-х роках ХХ сторіччя частина жителів села виїхали в Ростовську область Московії.
Під час другої світової війни зі 104 чоловіків села, які були призвані до лав радянського війська, загинули 54 (52 % від призваних). 46 чоловік (85 % від загиблих) загинули за 6 місяців (вересень 1943 — лютий 1944) боїв біля річки Дніпро.
Звільняли село Юр'ївка воїни 279-ої та 266-ої стрілецьких дивізій, частини 32-го стрілецького корпусу, Першого Віденського механізованого корпусу.
26 червня 1950 року колгоспи «Труд білорусів» (село Юр'ївка), «Червоний прапор» (село Шилівка), «Кам'янка» (село Кам'янка), імені Г. І. Петрівського (хутір Лиман) об'єдналися навколо центральної садиби в селі Юр'ївка. Об'єднаному колгоспу дали назву колгосп імені А. А. Жданова. Головою колгоспу з 1951року 28 років працював М. А. Карманчиков. З 1979 року по 1990 рік головою колгоспу працював В. В. Дрюцький. З 20 лютого 1990 року головою колгоспу імені Т. Г. Шевченка, нині вже ПАТ імені Т. Г. Шевченка, працює В. М. Батицький.
В 2004 році жителі села Юр'івка відзначили 200-річний ювілей свого села. Того дня в селі був відкритий музей села і пам'ятник — погруддя Т. Г. Шевченка.
10 квітня 2024 року Комітет Верховної Ради України з питань організації державної влади, місцевого самоврядування, регіонального розвитку та містобудування підтримав перейменування села на Юріївка. Остаточне перейменування відбудеться лише після успішного голосування у Верховній Раді.

## Школа
22 грудня 1884 року в селі Юр'ївка затверджена школа грамотності, яку включили до списку церковно-приходських. Це був церковний дім з квартирою.  У 1887 році число  учнів  було  40  хлопчиків та  12  дівчаток. Вчителем  працював  селянин Йосип Фоменко, який закінчив курси в народній школі, законовчителем був Іоанн Федосієв. Основним предметом викладання до 1920 року був Закон Божий.
В радянські часи в церковно-приходській школі була розміщена Юр'ївська початкова школа до травня 1975 року. У двох спарених класах заняття проводили два вчителі і навчалися учні першого і третього та другого і четвертого класів.
У 2001 році приміщення колишньої школи рішенням Шилівської сільської ради передане під церкву преподобного Агапіта Печерського Київського Патріархату.

## Пам'ятки
- Музей історії в селі Юр'ївка.
- Бюст Т. Г. Шевченка.
- Церква ПЦУ преподобного Агапіта Печерського, 1884 року будівництва.
- Будівлі економії маєтку Т. Я. Вінса, 1899—1913 роки будівництва.
- Пам'ятник історії утворення господарства «Трактор Т-74».
- Козацькі хрести на цвинтарі села.
- Капличка поховань менонітів.
- Пам'ятний знак засновнику села Івану Євдокимовичу Шидлівському.
- Пам'ятний знак назви «Балка Дика».
- Кургани.

## Відомі люди
- В. М. Батицький — голова правління ПАТ імені Т. Г. Шевченка, депутат Донецької обласної ради 23 скликання (1998—2002 роки), «Почесний громадянин Добропільського району», кавалер ордена За заслуги ІІІ ступеня. Патріархом Київським і всія Руси-України Філаретом нагороджений медаллю УПЦ Київського Патріархату «За жертовність та любов до України». В часи війни з Московією в 2021 році нагороджений Почесною відзнакою командира 58 ОМПБр «За вірність присязі», військове звання капітан.
- В. В. Локтєв — бригадир тракторної бригади № 2 колгоспу імені А. А. Жданова, делегат ІІІ всесоюзного з'їзду колгоспників СРСР, «Почесний працівник господарства», нагороджений орденами Слави ІІІ ступеня, Вітчизняної війни II ступеня.
- Н. Т. Літвінова — доярка молочно-товарної ферми № 4 колгоспу імені Т. Г. Шевченка, «Почесний працівник господарства», нагороджена орденами Леніна, Трудового Червоного прапора.
- В. І. Швець — головний агроном ЗСАТ імені Т. Г. Шевченка, «Почесний працівник господарства».
- І. Є. Шидлівський — засновник поселення село Юр'ївка, дворянин, лейб-гвардії поручик Гусарського полку, предводитель Воронезького губернського дворянства.
- Т. Я. Вінс — меноніт, володар маєтку економії біля села Юр'ївка.

## Жертви сталінських репресій
- Нейзер Густав Данилович, 1902 року народження, село Юр'ївка Добропільського району Донецької області,  німець, освіта початкова, безпартійний. Проживав в селі Сартана Маріупольського району Сталінської (Донецької) області. Комірник дитячого будинку імені Н.Крупської. Заарештований 09 вересня 1941 року. Даних про вирок немає. Реабілітований у 1995 році.
- Черкашин Пилип Якович, 1874 року народження, село Сергіївка Постишевського району Донецької області, українець, освіта початкова, безпартійний. Колгоспник колгоспу імені Г. І. Петрівського. Проживав в селі Юр'ївка Добропільського району Донецької області. Заарештований 14 серпня 1937 року. Трійкою УНКВС по Донецькій області 25 вересня 1937 року засуджений на 10 років ВТТ. Реабілітований у 1989 році.
- Чирєєв Павло Устимович, 1890 року народження, хутір Стебельки, Латвія, латиш, освіта початкова, безпартійний, без певних зайнять. Проживав в селі Юр'ївка Добропільського району Донецької області. Заарештований 18 грудня 1937 року. Особливою нарадою при НКВС СРСР 16 січня 1938 року засуджений на 10 років ВТТ. Реабілітований у 1989 році.
- Дік Генріх Іванович, власник економії маєтку села Юр'ївка, хлібороб, німець, початкова освіта, безпартійний. Заарештований 16 лютого 1929 року. Даних про вирок немає. Реабілітований у 1929 році.

## Підприємства
- ПАТ імені Т. Г. Шевченка